# Verrucaria invenusta
Verrucaria invenusta är en lavart som beskrevs av H.Magn.. Verrucaria invenusta ingår i släktet Verrucaria, och familjen Verrucariaceae. Enligt den finländska rödlistan är arten otillräckligt studerad i Finland. Arten är reproducerande i Sverige. Artens livsmiljö är klippor (inklusive flyttblock).